# روبرت هاني
روبرت هاني هو شخصية أعمال وسياسي أمريكي، ولد في 8 يونيو 1809، وتوفي في 7 يناير 1885. نشط حزبياً في الحزب الديمقراطي. وقد انتخب عضو جمعية ولاية ويسكونسن ‏.